# I Am Omega
I Am Omega è un film horror statunitense del 2007 prodotto da The Asylum e diretto da Griff Furst. È un adattamento non ufficiale del romanzo Io sono leggenda di Richard Matheson, il cui titolo riprende per metà quello di 1975: Occhi bianchi sul pianeta Terra (The Omega Man) e per metà Io sono leggenda (I Am Legend) di Francis Lawrence con Will Smith, uscito lo stesso anno.
Il film è stato intenzionalmente messo in commercio come mockbuster del lungometraggio di Lawrence per sfruttarne il successo, ed è stato distribuito un mese prima.

## Trama
La Terra viene colpita da un virus, che trasforma tutti gli umani in zombie carnivori. Passata l'epidemia, Renchard, l'unico cittadino di Los Angeles a non essere infetto, cerca di contattare su Internet altri eventuali sopravvissuti non infetti, intanto che combatte contro gli zombie grazie alle sue abilità nelle arti marziali. Un giorno, Renchard riceve sul computer un messaggio contenente un indirizzo corrispondente a una webcam, che apre involontariamente. Una volta aperta, scopre che una ragazza di nome Brianna è sfuggita al contagio, e pare sia nascosta da qualche parte a Los Angeles.
Nel messaggio, Brianna chiede a Renchard di unirsi a lei e raggiungere Antiochia, un paesino abitato da tutte le persone sfuggite al contagio, ma egli rifiuta, poiché ha deciso di portare avanti un compito: distruggere la città usando una serie di cariche esplosive. Due militari, provenienti da Antiochia, giungono a casa di Renchard per aiutarlo a trovare Brianna, il cui sangue è in grado di debellare il virus. Renchard rifiuta di unirsi a loro, ma cambia idea quando i due militari fanno saltare in aria la sua casa e lo minacciano con le armi; ha però disposizione solo 24 ore, prima che le cariche esplosive che ha piazzato esplodano distruggendo la città. Dopo un lungo viaggio, Renchard e Vincent, il sopravvissuto dei due militari (in quanto l'altro è stato ucciso dagli zombie) riescono a trovare Brianna, ma Vincent rapidamente la rapisce e scappa, lasciando Renchard in balia degli zombie.
Sfuggitovi, Renchard insegue Vincent in auto, riuscendo a sfuggire all'esplosione della città, e riesce a raggiungerlo mentre sta violentando Brianna, e a ucciderlo. I due sopravvissuti, riunite di nuovo le forze, raggiungono Antiochia e, grazie al sangue di Brianna, viene prodotto un vaccino, usato prima su alcuni abitanti infetti presenti nel paesino, poi su tutto il mondo: una volta diffusa la cura su tutti gli zombie, la Terra torna quella di un tempo.

## Produzione
Il film fu prodotto da The Asylum e girato in California. Le musiche sono state firmate da Text Search.

## Distribuzione
Il film è uscito direttamente in home video il:
- 18 novembre 2007 negli Stati Uniti
- 4 giugno 2008 in Giappone
- 9 ottobre 2008 in Croazia
- 30 aprile 2010 in Polonia

È inedito in Italia.